# 1960 în film
- 1959 în cinematografie — 1960 în cinematografie — 1961 în cinematografie

## Premiere
- 15 iunie: Apartamentul

## Filmele cu cele mai mari încasări
În Statele Unite
| #   | Film                         | Studio                  | Actori                                                                  | Încasări din vânzări |
| --- | ---------------------------- | ----------------------- | ----------------------------------------------------------------------- | -------------------- |
| 1.  | Spartacus                    | Universal               | Kirk Douglas, Laurence Olivier, Jean Simmons, Tony Curtis               | $14.000.000          |
| 2.  | Psycho                       | Paramount               | Anthony Perkins, Vera Miles, John Gavin, Martin Balsam, Janet Leigh     | $9.100.000           |
| 3.  | Exodus                       | United Artists          | Paul Newman, Ralph Richardson, Eva Marie Saint, Sal Mineo, Jill Haworth | $8.500.000           |
| 4.  | Swiss Family Robinson        | Walt Disney Productions | John Mills and Dorothy McGuire                                          | $7.900.000           |
| 5.  | The Alamo                    | United Artists          | John Wayne and Richard Widmark                                          | $7.900.000           |
| 6.  | The Apartment                | United Artists          | Jack Lemmon and Shirley MacLaine                                        | $6.700.000           |
| 7.  | BUtterfield 8                | MGM                     | Elizabeth Taylor and Laurence Harvey                                    | $6,000,000           |
| 8.  | Ocean's 11                   | Warner Bros.            | Frank Sinatra, Dean Martin, Sammy Davis Jr.                             | $5.500.000           |
| 9.  | Please Don't Eat the Daisies | MGM                     | Doris Day and David Niven                                               | $5.300.000           |
| 10. | From the Terrace             | 20th Century Fox        | Paul Newman and Joanne Woodward                                         | $5.200.000           |

(*) După relansări cinematografice

## Premii

### Oscar
- Cel mai bun film:
- Cel mai bun regizor:
- Cel mai bun actor:
- Cea mai bună actriță:
- Cel mai bun film străin:

Articol detaliat: Oscar 1960

### BAFTA
- Cel mai bun film:
- Cel mai bun actor:
- Cea mai bună actriță:
- Cel mai bun film străin: